# USS Midway (CV-41)
USS Midway (CVB/CVA/CV-41) – lotniskowiec amerykański, okręt prototypowy lotniskowców typu Midway. Pierwszy okręt US Navy, który wszedł do służby po zakończeniu II wojny światowej. Brał udział w wojnie w Wietnamie i operacji Pustynna Burza. Od 2004 roku pełni funkcję okrętu-muzeum w San Diego w stanie Kalifornia. Jest jedynym pozostałym amerykańskim lotniskowcem wywodzącym się konstrukcyjnie z okresu II wojny światowej, który nie jest lotniskowcem typu Essex.
Stępkę pod lotniskowiec położono 27 października 1943 w Newport News Shipbuilding Co., Newport News w stanie Wirginia. Kadłub został zwodowany 20 marca 1945, pierwszym dowódcą został komandor Joseph F. Bolger. 

## Wejście do służby i pierwsze operacje
Po testach na pełnym morzu, USS "Midway" został ujęty w planie szkolenia dla amerykańskiej Floty Atlantyckiej z bazą macierzystą w Norfolk. Od 20 lutego 1946 był okrętem flagowym 1 Dywizjonu Lotniskowców. We wrześniu 1947 przeprowadzono na jego pokładzie testy zdobycznej niemieckiej rakiety V-2. Było to pierwsze odpalenie rakiety z pokładu płynącego okrętu i jednocześnie pierwszy start tego pocisku balistycznego z platformy mobilnej.
W 1952 lotniskowiec brał udział w manewrach sił NATO na Morzu Północnym. 27 grudnia 1954 USS „Midway” opuścił Norfolk, udając się poprzez Przylądek Dobrej Nadziei na Tajwan, gdzie 6 lutego 1955 został włączony w skład 7 Floty, która prowadziła działania operacyjne w rejonie zachodniego Pacyfiku. Podczas tych działań piloci z lotniskowca ochraniali ewakuację 15000 chińskich żołnierzy i 200000 chińskich cywilów wraz z ich dobytkiem. Lotniskowiec brał czynny udział w operacjach do 28 czerwca 1955, kiedy to odpłynął na gruntowny przegląd do Puget Sound Naval Shipyard. W jego trakcie okręt został zmodernizowany i otrzymał nowy, skośny pokład lotniczy.
W dniu 17 marca 1997 roku okręt został wykreślony z listy aktywnych okrętów US Navy. 10 stycznia 2004 dotarł do portu w San Diego, gdzie rzucił po raz ostatni kotwicę, a od 7 czerwca tego samego roku został oficjalnie otwarty jako okręt-muzeum.

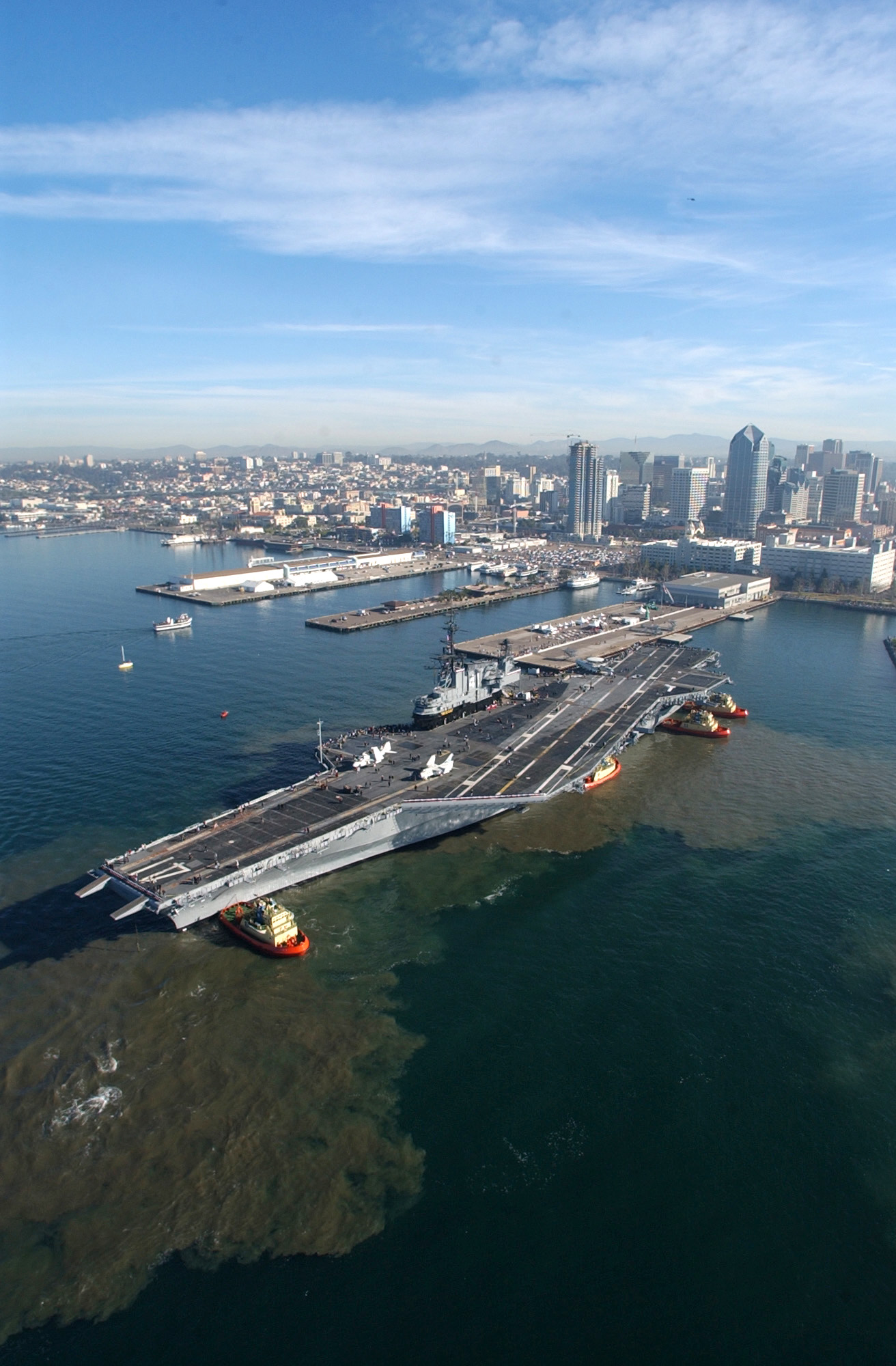
USS Midway na chwilę przed rzuceniem po raz ostatni kotwicy w porcie w San Diego w dniu 10 stycznia 2004 roku

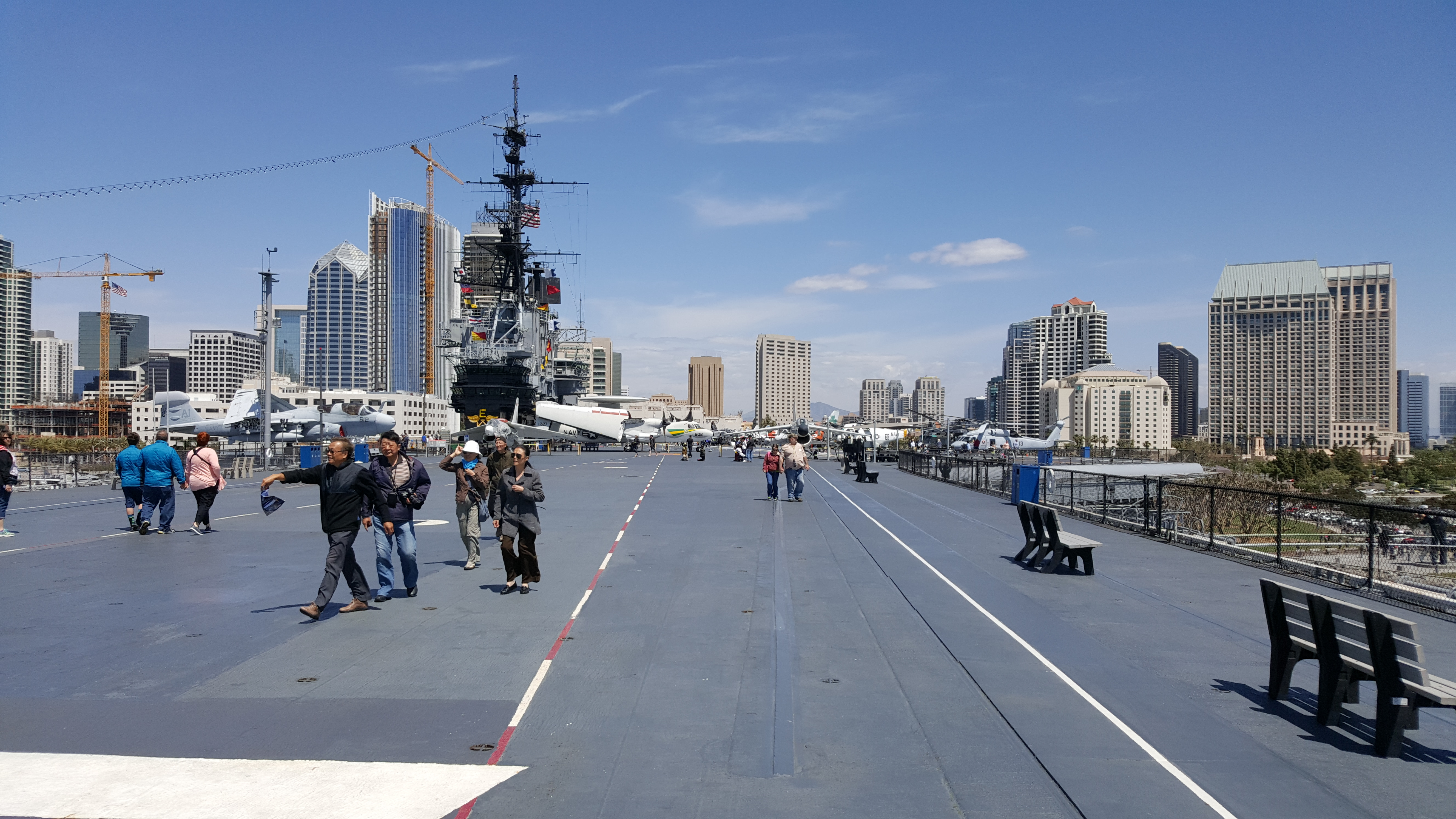
Zdjęcie z pokładu zamienionego w muzeum lotniskowca USS Midway.